# John Evans (governatore)
John Evans (Waynesville, 9 marzo 1814 – Denver, 2 o 3 luglio 1897) è stato un politico, medico, fondatore di vari ospedali e associazioni mediche e promotore ferroviario statunitense, governatore del territorio del Colorado e diede in nome a Evanston, Illinois, Evans, Colorado e a Monte Evans, in Colorado.
È noto soprattutto per essere stato uno dei fondatori della Northwestern University e dell'Università di Denver. Le cattedre John Evans, le più alte onorificenze conferite ai docenti sia della Northwestern University che dell'Università di Denver, prendono il nome da lui. Portando il servizio ferroviario a Denver da diverse direzioni, fu atefice della crescita di Denver da insediamento a città.
Evans fu costretto a dimettersi dal governatorato nel 1865 per il suo ruolo nell'istigazione al massacro di Sand Creek, uno dei peggiori massacri di nativi americani nella storia degli Stati Uniti.

## Biografia
Era nato a Waynesville, Ohio, il 9 marzo 1814 da Rachel e David Evans, un agricoltore, proprietario di un negozio di ferramenta e investitore immobiliare. Iniziò i suoi studi di medicina presso la Clermont Academy di Filadelfia e si laureò in medicina al Cincinnati College nel marzo 1838.

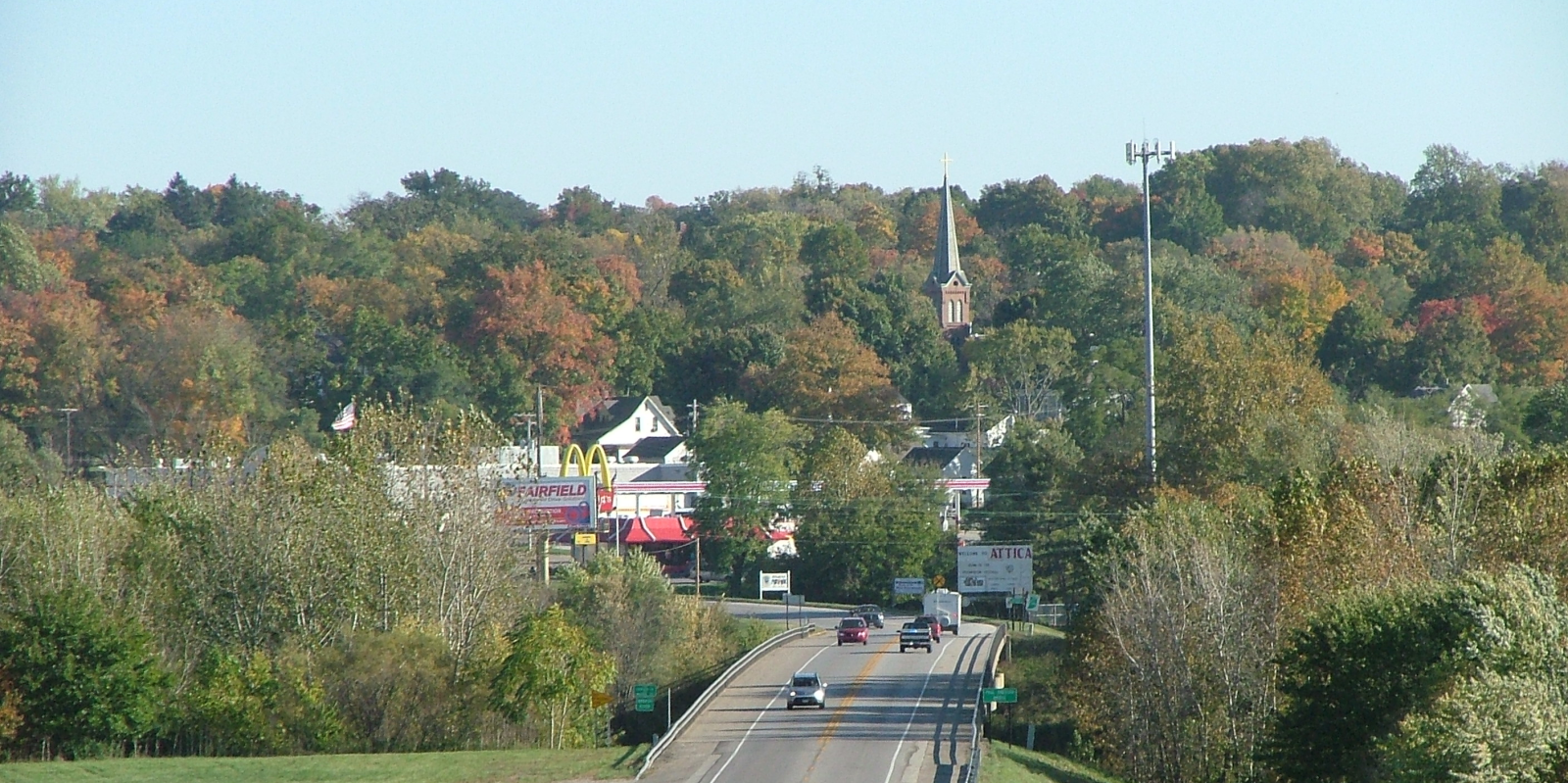
Attica, Indiana, dove Evans sviluppò una pratica medica di successo, elaborò una strategia sull'apertura di un manicomio e dove nacquero i suoi figli.

Sposò Hannah Canby (1813–1850) e si trasferì a West Milton, Ohio, nel dicembre 1838. Si trasferì nel luglio 1839 ad Attica, Indiana, dove stabilì uno studio medico con Isaac Fisher. Praticò la medicina e decise di costruire un manicomio. La famiglia Evans si trasferì a Indianapolis nel 1843 per concentrare meglio gli sforzi di lobbying con il legislatore dell'Indiana. Il 15 gennaio 1844 fu approvato un disegno di legge che consentiva la creazione di un manicomio statale ed Evans fu nominato uno dei commissari per la costruzione. Dalla sua ricerca sui manicomi, stabilì che cibo e acqua freschi, nonché un ambiente rurale, erano molto importanti. A partire dal 1846 supervisionò la costruzione e divenne il primo sovrintendente dell'Indiana Central State Hospital nel 1845.

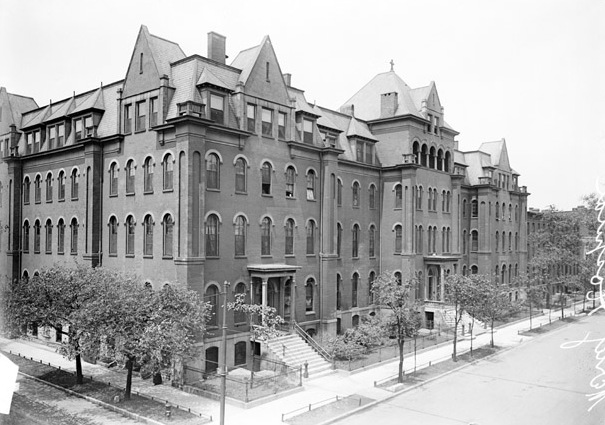
Evans fu uno dei fondatori del Lakeside Hospital, ora chiamato Mercy Hospital

Insegnò al Rush Medical College di Chicago e poi si trasferì in quella città nel 1848. Scrisse e sviluppò un programma per la quarantena per il colera, di cui parlò al Congresso. Per ridurre i traumi che i bambini ricevevano attraverso l'uso del forcipe durante il parto, inventò un estrattore ostetrico. Era proprietario ed editore di una rivista medica.
Fu uno dei fondatori del Lakeside Hospital e portò le Sisters of Mercy come personale dell'ospedale, in seguito chiamato Mercy Hospital. Fondò l'Illinois State Medical Society. Per alleviare il mal di mare durante il viaggio, nel 1872 brevettò un letto sospeso per navi in Inghilterra, Francia, Stati Uniti e Italia.
Il 4 giugno 1850 fu un componente del gruppo di metodisti che fondò la Northwestern University e fu eletto primo presidente del suo consiglio di fondazione. Mentre viveva a Evanston e in seguito in Colorado, donò denaro e terreni per finanziare le spese dell'università dopo la sua apertura a Evanston, Illinois nel novembre 1855.
Donò anche un terreno di fronte alla sua casa a Denver e nel marzo 1864 ottenne un documento, dal legislatore territoriale, per fondare il primo college del Territorio, il Colorado Seminary, che in seguito divenne l'Università di Denver. Evans fu presidente del consiglio di fondazione dell'Università di Denver fino alla sua morte, avvenuta il 2 luglio 1897. Aveva donato un terreno nel sud-est di Denver per un nuovo campus dell'Università di Denver nel 1890. L'area è ora chiamata University Park
Evans iniziò a investire in immobili, banche e ferrovie a Chicago, il che fu fondamentale per il suo arricchimento. Contribuì a fondare la Fort Wayne e la Chicago Railroad. A seguito del successo dei suoi investimenti ferroviari e immobiliari, a metà degli anni '50 dell'Ottocento non praticò più la medicina.
Contribuì a fondare la Denver Pacific Railroad per collegarsi alla linea transcontinentale della Union Pacific a Cheyenne nel Wyoming. Fu eletto presidente della Denver Pacific Railroad nel 1868 e il collegamento ferroviario fu completato nel 1870. Denver, South Park e Pacific Railroad vennero costituite nel 1875, portando il servizio ferroviario su due linee ferroviarie nella regione mineraria del Colorado. Nel 1880 costruì la Denver and New Orleans Railroad. Il servizio ferroviario in Colorado aiutò Denver a crescere fino a raggiungere più di 100.000 abitanti entro il 1880, partendo da una città di frontiera di poche migliaia di persone.
Fu consigliere comunale di Chicago dal 1853 al 1855 e si concentrò su istruzione, salute pubblica e sviluppo urbano. La sua ricchezza gli procurò una discreta quantità di potere politico. Fu uno dei fondatori del Partito Repubblicano dell'Illinois a causa della sua convinzione che la schiavitù fosse sbagliata e divenne un amico personale di Abraham Lincoln dopo aver fatto una campagna per lui nel 1860.
Il 26 marzo 1862 Lincoln nominò Evans secondo governatore del territorio del Colorado, il quale prestò giuramento l'11 aprile a Washington, e giunse a Denver in diligenza il 16 maggio. Mentre era governatore, contribuì a migliorare il sistema legale, le istituzioni educative, l'economia e le infrastrutture del territorio del Colorado. Promosse anche la statualità del Colorado, ma i suoi cittadini votarono contro di essa, in modo schiacciante, nel settembre 1864, perché gli uomini dello stato sarebbero stati soggetti al servizio militare per la guerra civile e perché il territorio non aveva la popolazione per sostenere la gestione del Colorado senza il sostegno del governo federale.
Fu anche il sovrintendente degli affari indiani del territorio, ma non considerava quanto le vite dei nativi americani fossero state influenzate dal modo in cui i coloni ostacolavano il loro accesso alle risorse di cui avevano bisogno per sopravvivere. La strategia di Evans fu quella di creare trattati che assegnassero ai coloni bianchi la terra delle tribù dei nativi americani.

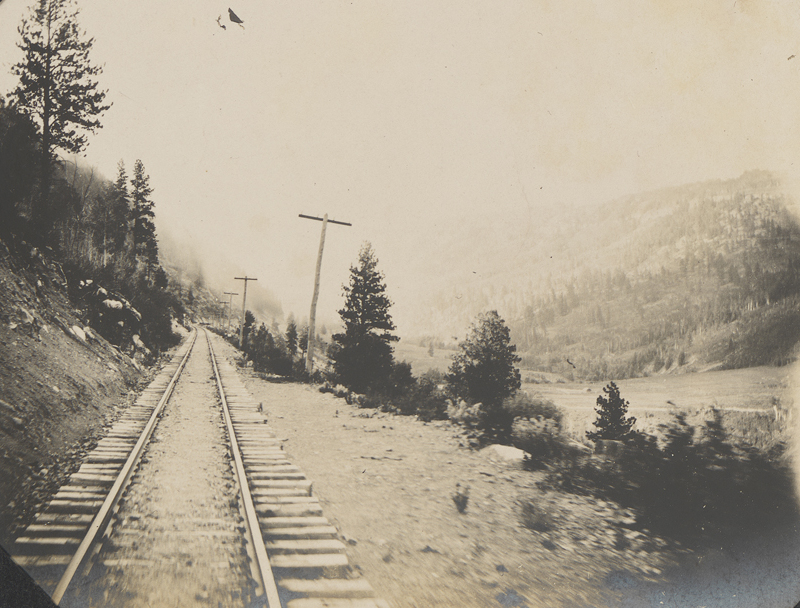
Binari della ferrovia

Credeva che la costruzione di ferrovie dall'est e attraverso il Colorado fosse importante per la crescita del territorio. Lavorò con squadre di rilevamento per definire le rotte migliori e per far rispettare un trattato in cui i nativi americani erano assegnati alle riserve. Le tribù di nativi americani, Arapaho, Cheyenne, Kiowa, Ute e Sioux, erano originarie del Colorado e cacciavano in tutta l'area. Le ostilità crebbero quando i coloni arrivarono in Colorado e c'era la preoccupazione che i nativi americani si sarebbero uniti all'esercito confederato durante la guerra civile. Fece pressioni per le ferrovie per il Colorado a Washington e fu determinante nel fare in modo che la Union Pacific Railroad creasse un collegamento a Denver, con una linea ferroviaria collegata a San Francisco e un'altra da Denver a Galveston in Texas nel Golfo del Messico.

### Massacro di Sand Creek

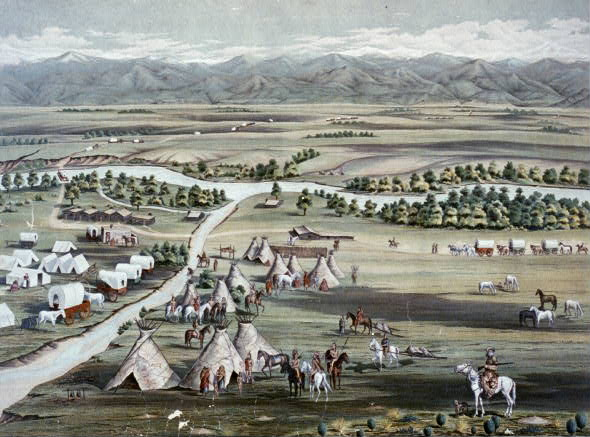
Denver, 1859. Durante la sua storia antica, Cherokee e Arapaho si accamparono spesso nella zona.

I cittadini di Denver temevano che le tribù si stessero radunando per invadere Denver. Un ordine di Evans di sparare a vista a qualsiasi membro di qualsiasi tribù era stato approvato da Lincoln. Nell'agosto del 1864 Evans pubblicò un proclama che autorizzava "tutti i cittadini del Colorado... a inseguire tutti gli indiani ostili [e] a uccidere e distruggere tutti i nemici del paese". A causa della mancanza della capacità di difendere Denver per via degli uomini che combattevano nella guerra civile, Evans ordinò che i cosiddetti "indiani amichevoli" si presentassero a vari forti per la loro "sicurezza e protezione" e coloro che non lo facevano sarebbero stati considerati "ostili" e dovevano essere "perseguitati e distrutti".

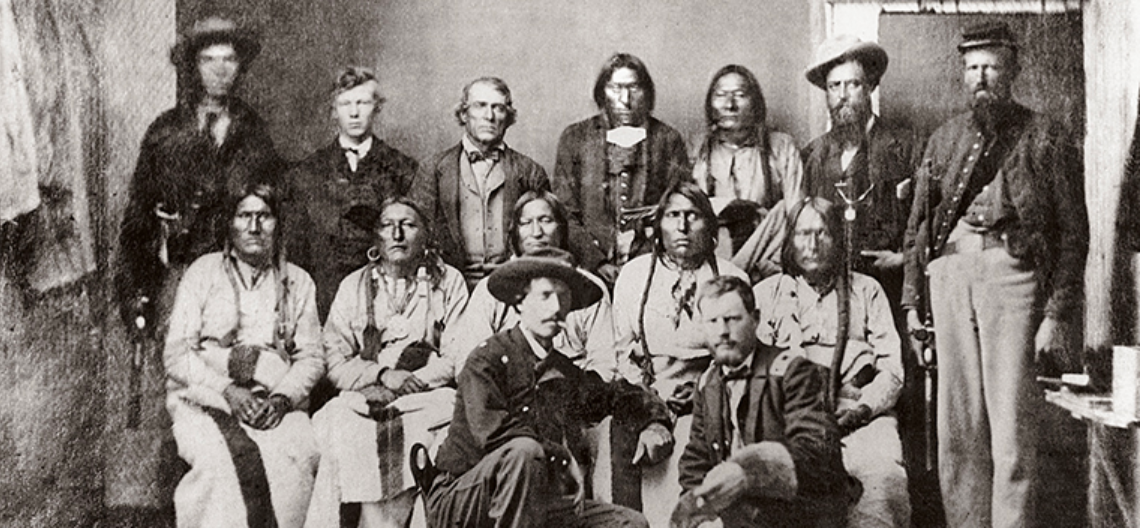
Delegazione Cheyenne e Arapaho, Camp Weld, 28 settembre 1864

Il capo Black Kettle aveva condiviso con i nativi americani che era importante che facessero pace con i coloni o sarebbero stati schiacciati. Incontrò Lincoln ed era molto orgoglioso di aver ricevuto una grande bandiera americana nell'autunno del 1864, ma ci furono solo pochi nativi americani, incluso Black Kettle, che accettarono l'offerta di amnistia di Evan.
Quell'anno, il governatore Evans nominò John Chivington colonnello dei volontari del Colorado. Chivington e i suoi uomini sapevano della banda di Cheyenne e Arapaho guidata da Black Kettle, che si era portato a Fort Lyon come ordinato da Evans ma se ne andò quando non c'erano provviste. Black Kettle e il suo gruppo si accamparono quindi lungo il Sand Creek nella parte centro-orientale del Territorio. Quest'area era all'interno del territorio di Arapaho e Cheyenne secondo il Trattato di Fort Wise del 1861.

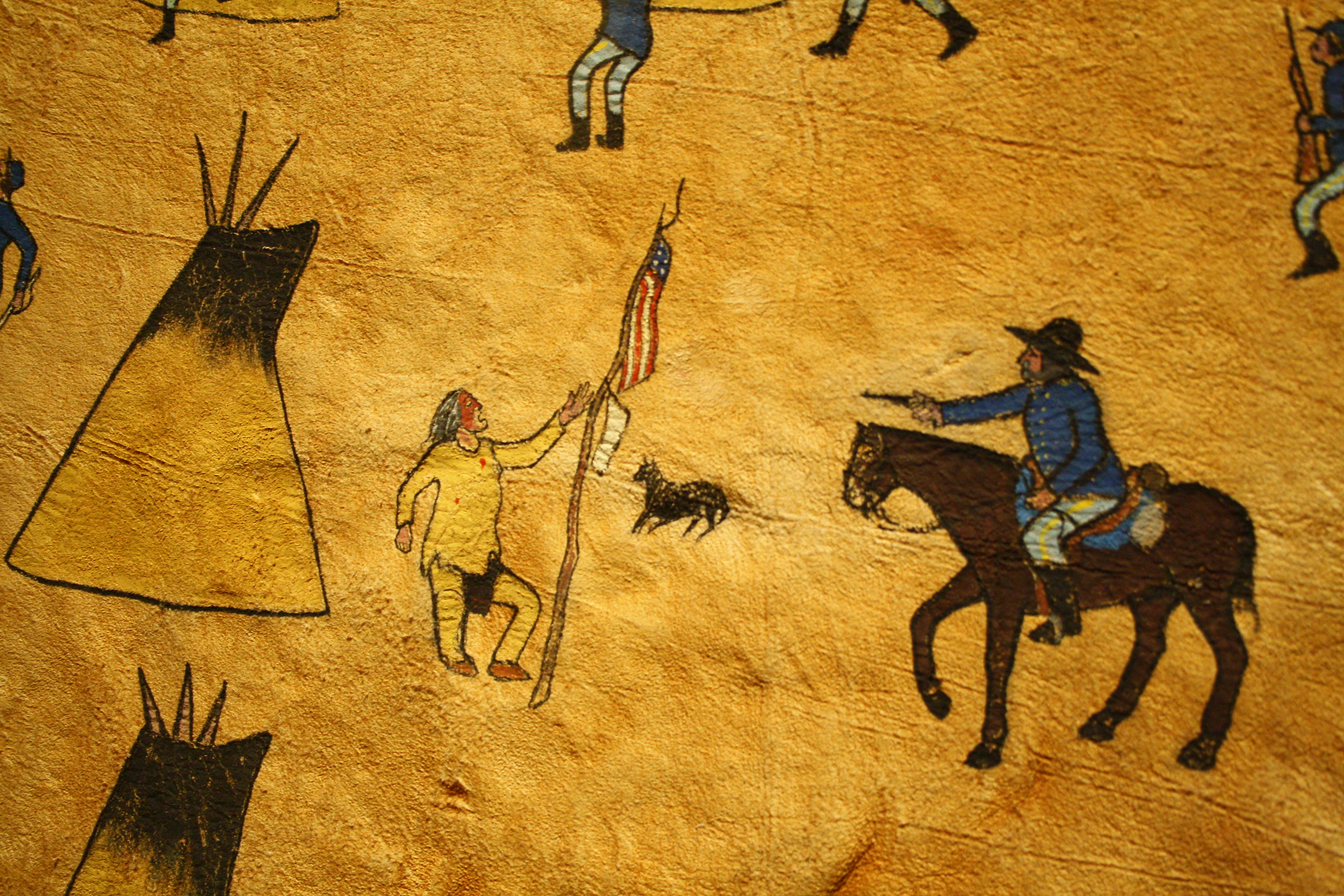
Black Kettle a Sand Creek, Buffalo Bill Center of the West

Il 29 novembre 1864, il colonnello Chivington ordinò a 700 soldati di cavalleria di attaccare il pacifico accampamento di Black Kettle, quando la maggior parte degli uomini era a caccia. Uccisero circa 28 uomini disarmati e 105 donne e bambini ferendone molti altri durante il massacro di Sand Creek. Alcuni Cheyenne, incluso Black Kettle, riuscirono a fuggire. Il governatore Evana decorò Chivington e i suoi uomini per il loro "valore nel sottomettere i selvaggi".
Furono formati due comitati: del Congresso degli Stati Uniti e un comitato militare, per indagare sul massacro, che trovò colpevolezza da parte del governo degli Stati Uniti nel 1865. Evans fu costretto a dimettersi da governatore nel 1865 e le ambizioni politiche di Chivington furono rovinate.

## Vita privata

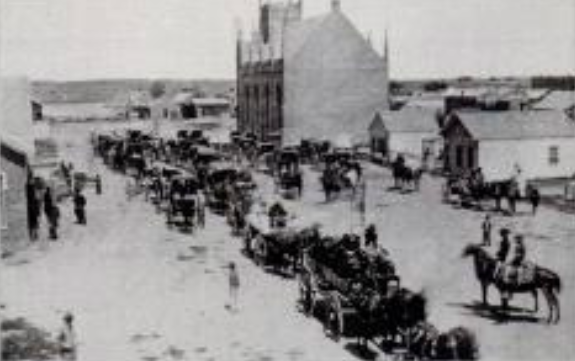
John Evans House, Denver, intorno al 1870. Quando gli Evans arrivarono per la prima volta a Denver, i coloni si stabilirono in tende e semplici capanne dal tetto basso. Quindi, costruirono semplici case di legno. Una casa di mattoni era una rarità nei primi anni di Denver.

Evans sposò Hannah Canby nel 1838. Si stabilirono ad Attica, Indiana, dove nacquero i figli Joseph e Davis, rispettivamente nel 1839 e nel 1841. Evans, cresciuto nella fede quacchera, si convertì al metodismo, dopo aver ascoltato un discorso di Matthew Simpson, un ministro episcopale metodista. Divenne membro della Massoneria. Sua figlia Josephine era nata ad Attica e i suoi figli morirono mentre si trovavano lì. Fu l'unica figlia di quattro figli di Evans e sua moglie a sopravvivere all'infanzia. Hannah contrasse la tubercolosi subito dopo che la famiglia si era trasferita a Chicago nel 1848. Morì il 9 ottobre 1850. Hannah Canby Evans e i loro figli sono sepolti nel vecchio cimitero di Attica.
Il 18 agosto 1853 si sposò per la seconda volta con Margaret Patten Gray. Era la cognata di un collega fiduciario della Northwestern University. Nel 1855 si trasferì in una grande casa a Evanston, città che aveva preso il suo nome nel 1854. Nello stesso anno Evans e sua moglie ebbero un figlio, William Gray Evans, i cui sforzi portarono allo sviluppo del Moffat Tunnel e della Denver Tramway Company. Venne a Denver nel 1862 e aveva una casa tra la 14th e Arapahoe.

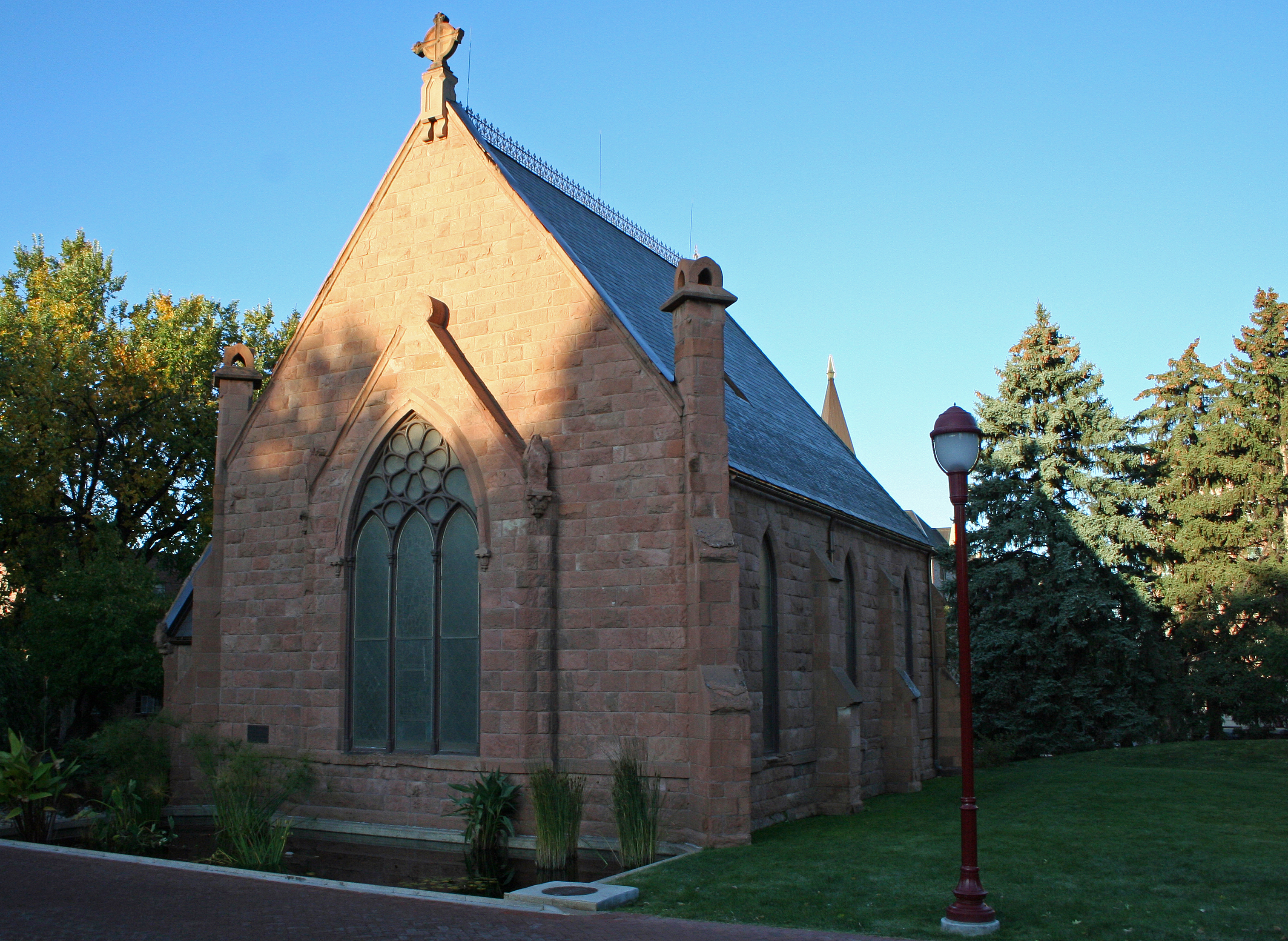
Evans Memorial Chapel costruita da John Evans dopo la morte di sua figlia, Josephine Evans Elbert. Si trova nel campus dell'Università di Denver

Nel 1871 nacque la loro figlia Anne che svolse un ruolo chiave nello sviluppo della Central City Opera, del Civic Center Park, della Denver Public Library e del Denver Art Museum.
La figlia di John, Josephine, aveva sposato Samuel Hitt Elbert. Morì da giovane ed Evans costruì la Evans Memorial Chapel in sua memoria. Nel 1868, John Evans e Samuel Elbert acquistarono un terreno vicino a Evergreen in Colorado, per un ritiro estivo e un ranch chiamato Evans–Elbert Ranch.

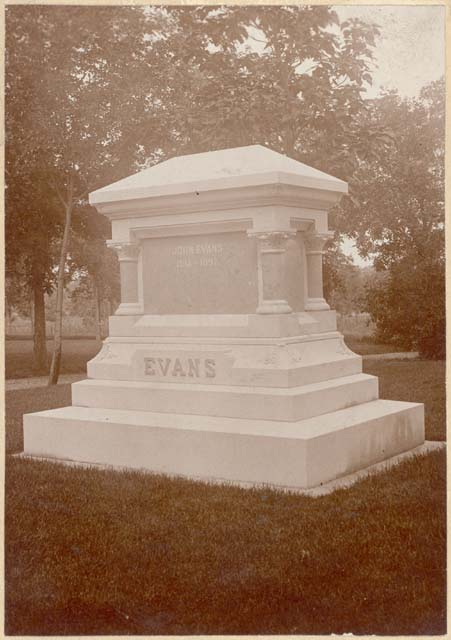
La tomba di John Evans nel cimitero di Denver Riverside

Evans era in cattive condizioni di salute nell'ultimo anno della sua vita e sua moglie divenne l'esecutore testamentario della sua proprietà nel novembre 1896. Morì a Denver il 2 luglio o il 3 luglio 1897.

## Eredità
La figlia di John Evans, Josephine Evans Elbert, fu sposata con Samuel Hitt Elbert, sesto governatore del territorio del Colorado dal 1873 al 1874. Monte Evans è chiamato in onore di Evans e Monte Elbert in onore di suo genero.
Durante la seconda guerra mondiale, la nave SS John Evans portava il suo nome.
Nel 1963 fu inserito nella Hall of Great Westerners del National Cowboy & Western Heritage Museum.
Durante il XXI secolo, l'eredità di Evans è stata oggetto di un rinnovato esame per le sue convinzioni sui nativi americani. Lo storico dello stato del Colorado, David Halaas, ha detto: "Quando si trattava di indiani, Evans credeva che non avessero un'anima, che fossero selvaggi pagani, infernali, tutte parole che usava per descrivere il popolo indiano".